# Nelson Ishiwatari
Nelson Ishiwatari (japanisch 石渡 ネルソン Ishiwatari Nelson; * 10. Mai 2005 in der Präfektur Kyōto) ist ein japanischer Fußballspieler.

## Karriere
Nelson Ishiwatari erlernte das Fußballspielen in der Jugendmannschaft von Cerezo Osaka. Die erste Mannschaft spielte in der ersten japanischen Liga. Sein Erstligadebüt als Jugendspieler gab Nelson Ishiwatari am 12. Oktober 2022 (25. Spieltag) im Auswärtsspiel gegen den FC Tokyo. Bei der 0:4-Niederlage wurde er nach der Halbzeitpause für Tokuma Suzuki eingewechselt. Am 1. Februar 2023 wechselte er von der Jugend in die erste Mannschaft. Am 1. Februar 2024 wechselte er auf Leihbasis zum Zweitligaaufsteiger Ehime FC. Hier bestritt er zwölf Ligaspiele. Im Anschluss wurde er die Saison 2025 an den Zweitligisten Iwaki FC verliehen.

## Sonstiges
Nelson Ishiwatari ist der Sohn eines Nigerianers und einer Japanerin.